# Damone Brown
Pour les articles homonymes, voir Brown.
Damone Brown, né le 28 juin 1979, à Buffalo, dans l'État de New York, est un ancien joueur de basket-ball américain. Il évolue durant sa carrière au poste d'ailier.

## Palmarès
- Coupe des Pays-Bas 2008
- All-NBDL Second Team 2005